# Индуктивно логичко програмирање
Индуктивно логичко програмирање (ИЛП) је подобласт машинског учења који користи логику програмирања као јединствену репрезентацију за примере, знање и хипотезе. Дало је кодирање познатог предзнања и скупа примера представљених као логична база чињеница, један ИЛП систем ће извести хипотеза логичких програма који обухвата све позитивне и ништа од негативних примера.
Шема: позитивни примери + негативни примери + предзнање => хипотеза.
Индуктивно логичко програмирање је посебно корисно у биоинформатици и обради природног језика. Ехуд Шапиро је положио теоријски темељ за индуктивно логичко програмирање и изградио своју прву примену (модел Инференце Система) 1981: Пролог програм који индуктивно закључене логичке програме из позитивних и негативних примера. Термин Индуктивно логичко програмирање је први пут уведено у рад Степхена Мугглетона 1991. Термин "индуктивно" овде се односи на филозофску (тј сугерише теорију да објасни посматране чињенице) више него на математичку (тј доказивања имовине за све чланове добро - организованог сета) индукцију.

## Формална дефиниција
Претходно знање је дато као логичка теорија {\displaystyle B}, обично у облику Хорн клаузуле које се користе у логичком програмирању. Позитивни и негативни примери су дати као целина {\displaystyle E^{+}} и {\displaystyle E^{-}} од unnegated и негираних подземних литерала. Исправно хипотеза {\displaystyle h} је логичка пропозиција која задовољава следеће услове.
| Потреба:
|{\displaystyle B}
| {\displaystyle \not \models }
| {\displaystyle E^{+}}
|-
| Довољност:
| {\displaystyle B\land h}
| {\displaystyle \models }
| {\displaystyle E^{+}}
|-
| Слаба конзистентност:
| {\displaystyle B\land h}
| {\displaystyle \not \models }
| {\displaystyle {\textit {false}}}
|-
|
Јака конзистентност:
| {\displaystyle B\land h\land E^{-}}
| {\displaystyle \not \models }
| {\displaystyle {\textit {false}}}
|}
"Потреба" не намеће ограничавање {\displaystyle h}, али забрањује сваку генерацију хипотеза све док се позитивне чињенице не објасне без ње. "Довољност" захтева никакву генерисану хипотезу {\displaystyle h} за објашњење свих позитивних примера {\displaystyle E^{+}}. "Слаба доследност" забрањује генерацију било које хипотезе {\displaystyle h} која је у супротности са позадином знања {\displaystyle B}. "Јака коинзистентност" такође забрањује стварање било које хипотезе h која није у складу са негативним примерима {\displaystyle E^{-}}, с обзиром на претходно знање {\displaystyle B}; то подразумева "слабу конзистентност"; ако су дати никакви негативни примери, оба услова се поклапају. Џероски захтева само "довољност" (под називом "потпуност" тамо) и "Јаку доследност".

## Пример
”
Следећи познати пример за учење дефиниција породичних односа користе скраћенице par : parent, fem : female, dau : daughter, g : George, h : Helen, m : Mary, t : Tom, n : Nancy, и e : Eve... То почиње од позадине знања (упореди слику)
{\displaystyle {\textit {par}}(h,m)\land {\textit {par}}(h,t)\land {\textit {par}}(g,m)\land {\textit {par}}(t,e)\land {\textit {par}}(n,e)\land {\textit {fem}}(h)\land {\textit {fem}}(m)\land {\textit {fem}}(n)\land {\textit {fem}}(e)},
су позитивни примери
{\displaystyle {\textit {dau}}(m,h)\land {\textit {dau}}(e,t)},
и тривијални предлог {\displaystyle {\textit {true}}} да означи одсуство негативних примера.
Плоткинсова "Релативна најмања општа генерализација (Рног)" је приступ индуктивном логичком програмирању која се користи како би се добио предлог о томе како да се формално дефинише ћерка односно {\displaystyle {\textit {dau}}}.
Овај приступ користи следеће кораке.
- Релативизује сваки позитиван пример буквално са комплетним предзнањем:
  - {\displaystyle {\textit {dau}}(m,h)\leftarrow {\textit {par}}(h,m)\land {\textit {par}}(h,t)\land {\textit {par}}(g,m)\land {\textit {par}}(t,e)\land {\textit {par}}(n,e)\land {\textit {fem}}(h)\land {\textit {fem}}(m)\land {\textit {fem}}(n)\land {\textit {fem}}(e)}
  - {\displaystyle {\textit {dau}}(e,t)\leftarrow {\textit {par}}(h,m)\land {\textit {par}}(h,t)\land {\textit {par}}(g,m)\land {\textit {par}}(t,e)\land {\textit {par}}(n,e)\land {\textit {fem}}(h)\land {\textit {fem}}(m)\land {\textit {fem}}(n)\land {\textit {fem}}(e)},
- Претвори у клаузулу нормаланог облика:
  - {\displaystyle {\textit {dau}}(m,h)\lor \lnot {\textit {par}}(h,m)\lor \lnot {\textit {par}}(h,t)\lor \lnot {\textit {par}}(g,m)\lor \lnot {\textit {par}}(t,e)\lor \lnot {\textit {par}}(n,e)\lor \lnot {\textit {fem}}(h)\lor \lnot {\textit {fem}}(m)\lor \lnot {\textit {fem}}(n)\lor \lnot {\textit {fem}}(e)}
  - {\displaystyle {\textit {dau}}(e,t)\lor \lnot {\textit {par}}(h,m)\lor \lnot {\textit {par}}(h,t)\lor \lnot {\textit {par}}(g,m)\lor \lnot {\textit {par}}(t,e)\lor \lnot {\textit {par}}(n,e)\lor \lnot {\textit {fem}}(h)\lor \lnot {\textit {fem}}(m)\lor \lnot {\textit {fem}}(n)\lor \lnot {\textit {fem}}(e)},
- Борба против сваког компатибилног[10] пара[11] литерала:
  - {\displaystyle {\textit {dau}}(x_{me},x_{ht})} од {\displaystyle {\textit {dau}}(m,h)} и {\displaystyle {\textit {dau}}(e,t)},
  - {\displaystyle \lnot {\textit {par}}(x_{ht},x_{me})} од {\displaystyle \lnot {\textit {par}}(h,m)} и {\displaystyle \lnot {\textit {par}}(t,e)},
  - {\displaystyle \lnot {\textit {fem}}(x_{me})} од {\displaystyle \lnot {\textit {fem}}(m)} и {\displaystyle \lnot {\textit {fem}}(e)},
  - {\displaystyle \lnot {\textit {par}}(g,m)} од {\displaystyle \lnot {\textit {par}}(g,m)} и {\displaystyle \lnot {\textit {par}}(g,m)}, сличан за све остале литерале позадинског знања
  - {\displaystyle \lnot {\textit {par}}(x_{gt},x_{me})} од {\displaystyle \lnot {\textit {par}}(g,m)} и {\displaystyle \lnot {\textit {par}}(t,e)}, и још много негираних литерала
- Обриши све негиране литерале који садрже варијабле које се не јављају у позитивним литералима:
  - након брисања свих негираних литерала који садрже друге променљиве од {\displaystyle x_{me},x_{ht}}, само {\displaystyle {\textit {dau}}(x_{me},x_{ht})\lor \lnot {\textit {par}}(x_{ht},x_{me})\lor \lnot {\textit {fem}}(x_{me})} Остаје, заједно са свим копненим литералима из знања позадине
- Претвори клаузуле назад на Хорн форму:
  - {\displaystyle {\textit {dau}}(x_{me},x_{ht})\leftarrow {\textit {par}}(x_{ht},x_{me})\land {\textit {fem}}(x_{me})\land ({\text{all background knowledge facts}})}

Добијена Хорн клаузула хипотеза {\displaystyle h} добијена помоћу Риг приступа. Игнорисање позадине чињеница знања, клаузула неформално пише "{\displaystyle x_{me}} зове ћерку {\displaystyle x_{ht}} ако {\displaystyle x_{ht}} је родитељ од {\displaystyle x_{me}} и {\displaystyle x_{me}} је женско", што је уобичајено прихваћена дефиниција.
Што се тиче горенаведених услова, "Потреба" је задовољана јер предикат {\displaystyle {\textit {dau}}} се не појављује у позадини знања, која стога не може означити било коју имовину која садржи овај предикат, као што су позитивни примери. "Довољност" је задовољена обрачунатим хипотезама {\displaystyle h}, пошто она, заједно са {\displaystyle {\textit {par}}(h,m)\land {\textit {fem}}(m)} од позадинског знања, подразумева први позитиван пример {\displaystyle {\textit {dau}}(m,h)}, и слично {\displaystyle h} и {\displaystyle {\textit {par}}(t,e)\land {\textit {fem}}(e)} 
из познавања позадине подразумева други позитиван пример {\displaystyle {\textit {dau}}(e,t)}."Слаба коинзистентност" је задовољена са {\displaystyle h}, јер она држи {\displaystyle h} у (коначној) Хербранд структури описа позадинског знања; слично за "Јака конзистентност".
Заједничка дефиниција бака односа, наиме.{\displaystyle {\textit {gra}}(x,z)\leftarrow {\textit {fem}}(x)\land {\textit {par}}(x,y)\land {\textit {par}}(y,z)}, не могу научити коришћењем горенаведеног приступа, пошто променљива {\displaystyle y} се јавља само у телима клаузула; одговарајући литерали би били избрисана у 4. корака. Да би се превазишао овај пропуст, тај корак мора бити модификован тако да се може параметризовати са различитим литералима након селекције хеуристике. Историјски, имплементација ГОЛЕМ се заснива на Риг приступу.

## Индуктивни логички програмски систем
Индуктивни логички програмски систем је програм који се узима као улаз логичких теорија {\displaystyle B,E^{+},E^{-}} и даје исправну хипотезу {\displaystyle H} ВРТ теорије {\displaystyle B,E^{+},E^{-}} 
Алгоритам једног ИЛП система се састоји из два дела: хипотеза тражења и селекције хипотеза. Прво хипотеза је претрес са индуктивним поступком логичког програмирања, онда подскуп налази хипотезу (у већини система једна хипотеза) изабрану од стране избор алгоритма. Сортира бодове алгоритма, сваке од пронађени хипотеза и враћа оне са највећом оценом. 
Пример скор функција укључује минималну дужину компресије где је хипотеза са најнижом Колмогоровом комплексношчћу има највишу оцену и враћа се. ИЛП систем је комплетан акко за било какве улазе логичких теорија {\displaystyle B,E^{+},E^{-}} нека исправна хипотеза {\displaystyle H} ВРТ ове улазне теорије може се наћи са својом хипотезом у истраживачкој процедури.

### Претрага Хипотеза
Модерни ИЛП системи као што су Progol, Hail и Imparo проналазе хипотезу H користећи принцип инверзних елемената за теорију B, E, H:{\displaystyle B\land H\models E\iff B\land \neg E\models \neg H}.
Прво се конструише средња теорија F и назива се теорија моста која испуњава услове
{\displaystyle B\land \neg E\models F} and {\displaystyle F\models \neg H}. Онда {\displaystyle H\models \neg F}, они генерализују негацију теорије моста F са anti-entailment. Међутим, рад на anti-entailment је високо не-детерминистички рачунски скуп. Дакле, алтернативна хипотеза претрага може се обавити помоћу рада инверзне супсумације (анти-супсумације) уместо што је мање недетерминистички од anti-entailment.
Питања потпуност поступка хипотеза за претрагу специфичног ИЛП система настају. На пример, Прогол хипотеза истраживања поступка на основу обрнутог entailment закључивања правила није завршен у Јамамото примеру. С друге стране, Импаро је завршена у anti-entailment поступку и његовој изузетно инверзној супсумацији поступка.

### Имплементације
- 1BC и 1BC2: првог реда наивни Баиесова класификатори: (http://www.cs.bris.ac.uk/Research/MachineLearning/1BC/)
- ACE (Комбиновани Мотор) (http://dtai.cs.kuleuven.be/ACE/ Архивирано на веб-сајту  (9. децембар 2014))
- Aleph (http://web.comlab.ox.ac.uk/oucl/research/areas/machlearn/Aleph/)
- Atom (http://www.ahlgren.info/research/atom/ Архивирано на веб-сајту  (26. март 2014))
- Claudien (http://dtai.cs.kuleuven.be/claudien/ Архивирано 2012-12-31 на сајту )
- DL-Learner (https://web.archive.org/web/20190815184411/http://dl-learner.org/)
- DMax (http://dtai.cs.kuleuven.be/dmax/ Архивирано на веб-сајту  (6. март 2014))
- FOIL(ftp://ftp.cs.su.oz.au/pub/foil6.sh%5B%5D)
- Golem (ILP) (http://www.doc.ic.ac.uk/~shm/Software/golem)
- Imparo[15]
- Inthelex (INcremental THEory Learner from EXamples) (http://lacam.di.uniba.it:8000/systems/inthelex/ Архивирано на веб-сајту  (28. новембар 2011))
- Lime (https://web.archive.org/web/20020516195248/http://cs.anu.edu.au/people/Eric.McCreath/lime.html)
- Mio (http://libra.msra.cn/Publication/3392493/mio-user-s-manual Архивирано 2013-02-19 на сајту )
- MIS (Model Inference System) by Ehud Shapiro
- Ontolearn (https://github.com/dice-group/Ontolearn)
- PROGOL (http://www.doc.ic.ac.uk/~shm/Software/progol5.0)
- RSD (https://web.archive.org/web/20070301162526/http://labe.felk.cvut.cz/~zelezny/rsd/)
- Tertius (http://www.cs.bris.ac.uk/publications/Papers/1000545.pdf)
- Warmr (сада укључени у ACE)
- ProGolem (http://ilp.doc.ic.ac.uk/ProGolem/)[17][18]